# 骨角器
骨角器（こっかくき、bone tool）は、動物の骨、角、牙、殻などを材料として製作された人工品である。道具に限らず、装身具も含む。遺跡から出土する動物遺体の一種。
世界的にはっきりと道具として認識できる形状のものが出現するのは新人が出現した後期旧石器時代に入ってからである。
利器としては、銛（もり、ヤス）や鏃（やじり）、釣り針、ハマグリなど二枚貝の腹縁を欠いて刃にした貝刃（かいじん）、斧、篦（へら）、匙（さじ）、縫い針などがある。装飾品としては首飾り・耳飾り・髪飾り・腰飾りがあり、また、単独の彫像品もある。
世界的には、マンモスの牙を刻んだ女性像（スロバキア共和国「モラヴァニイのヴィーナス」など）が有名である。彫像品としての骨角器のことは特に骨角製品と呼ぶことも少なくない。

## 日本の骨角器

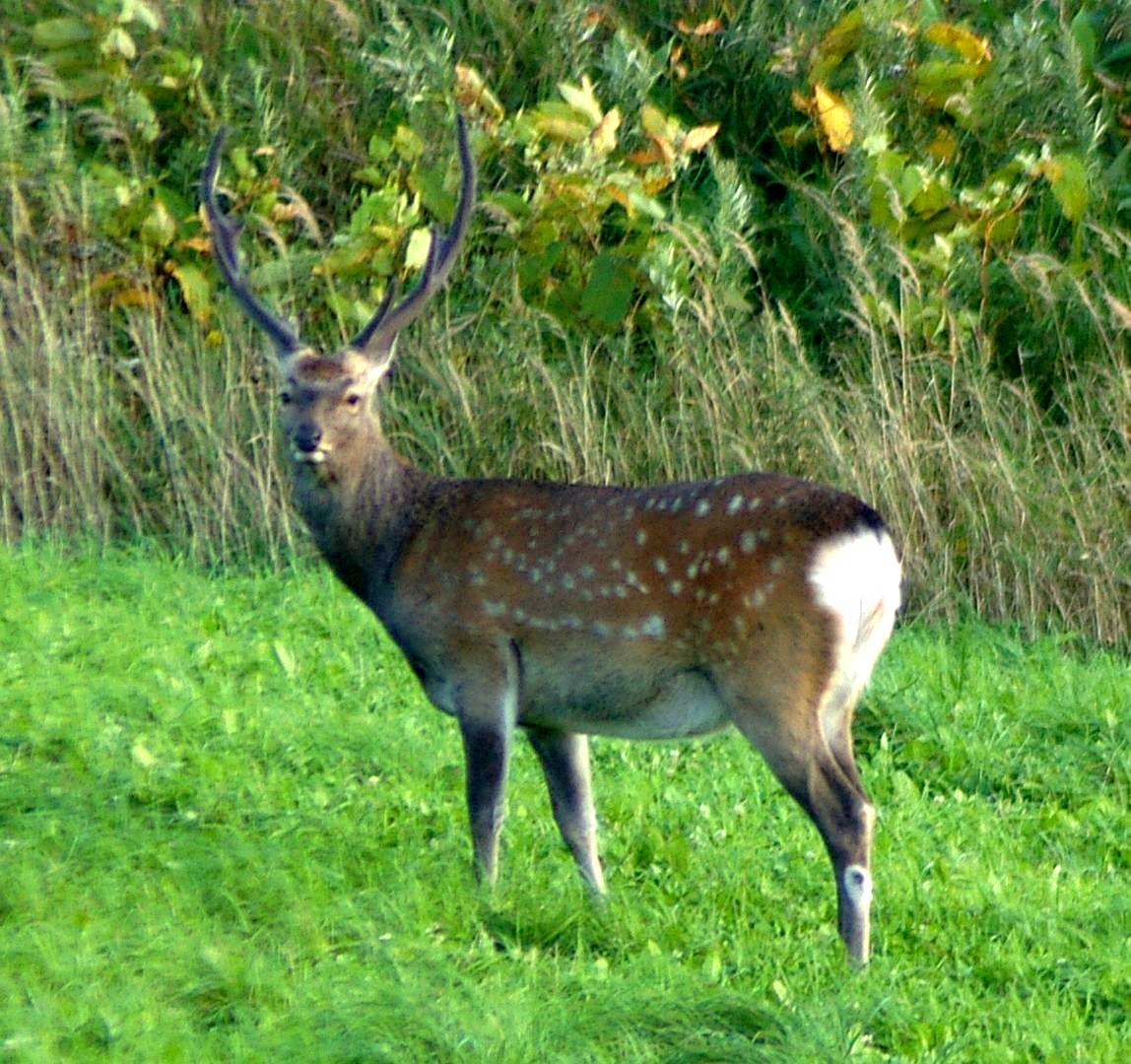
角のあるエゾシカ

日本列島ではローム層が有機物をのこしにくい土層であるため、動物遺体と同様に先土器時代からの出土はまれである。縄文時代早期以降、出土量は膨大に増えるが、それでも酸性土壌を中和する貝塚や水漬けされて酸素の供給のない低湿地遺跡からの出土が主である。
とくに日本の縄文時代では、関東地方から北海道にかけての太平洋岸や河川・湖沼を中心に、骨角製の銛や釣り針などの漁労具の著しい発達がみられ、高度に発展した漁業・漁撈活動の様相がうかがわれる。
縄文時代には鹿角（ニホンジカ、エゾシカ）、ニホンカモシカの角、シカ、イノシシの四肢骨、イノシシやクマの牙、イノシシ、ヒトの歯などが加工され骨角器として利用された。これらは素材ごとに形状や性質が異なるが、鹿角が特に大きな素材であるため多用された。ニホンジカの個体は3歳以上で枝角が角化して完成し、やがて脱落する。鹿角は狩猟により捕獲された個体の頭骨に付属する場合と採集により得られたものがある。